# James Kerr (Texas)
James Kerr (24 de setembro de 1790 - 23 de dezembro de 1850) foi um político estadunidense do Missouri e Texas, que esteve ativo na criação da República do Texas.